# Saint-Martin-d’Abbat
Saint-Martin-d’Abbat ist eine französische Gemeinde im Département Loiret in der Region Centre-Val de Loire. Sie hat 1.825 Einwohner (Stand: 1. Januar 2022), die sich Abbatiens nennen. Saint-Martin-d’Abbat gehört zum Arrondissement Orléans und zum Kanton Châteauneuf-sur-Loire.

## Geographie
Saint-Martin-d’Abbat liegt etwa 27 Kilometer ostsüdöstlich von Orléans im Tal der Loire, das hier Teil des Welterbes Val de Loire ist. An der südlichen Gemeindegrenze verläuft der Fluss Bonnée. Umgeben wird Saint-Martin-d’Abbat von den Nachbargemeinden Vitry-aux-Loges im Norden und Nordwesten, Sury-aux-Bois im Norden und Nordosten, Châtenoy im Nordosten, Bouzy-la-Forêt im Osten, Saint-Aignan-des-Gués im Südosten, Saint-Benoît-sur-Loire im Süden und Südosten, Germigny-des-Prés im Süden sowie Châteauneuf-sur-Loire im Westen.

## Bevölkerungsentwicklung
| 1962 | 1968 | 1975 | 1982 | 1990 | 1999 | 2006 | 2018 |
| ---- | ---- | ---- | ---- | ---- | ---- | ---- | ---- |
| 620  | 624  | 725  | 855  | 968  | 1222 | 1484 | 1764 |

## Sehenswürdigkeiten
- Kirche Saint-Martin aus dem 16. Jahrhundert, im 19. Jahrhundert umgebaut, Glocke seit 1943 Monument historique

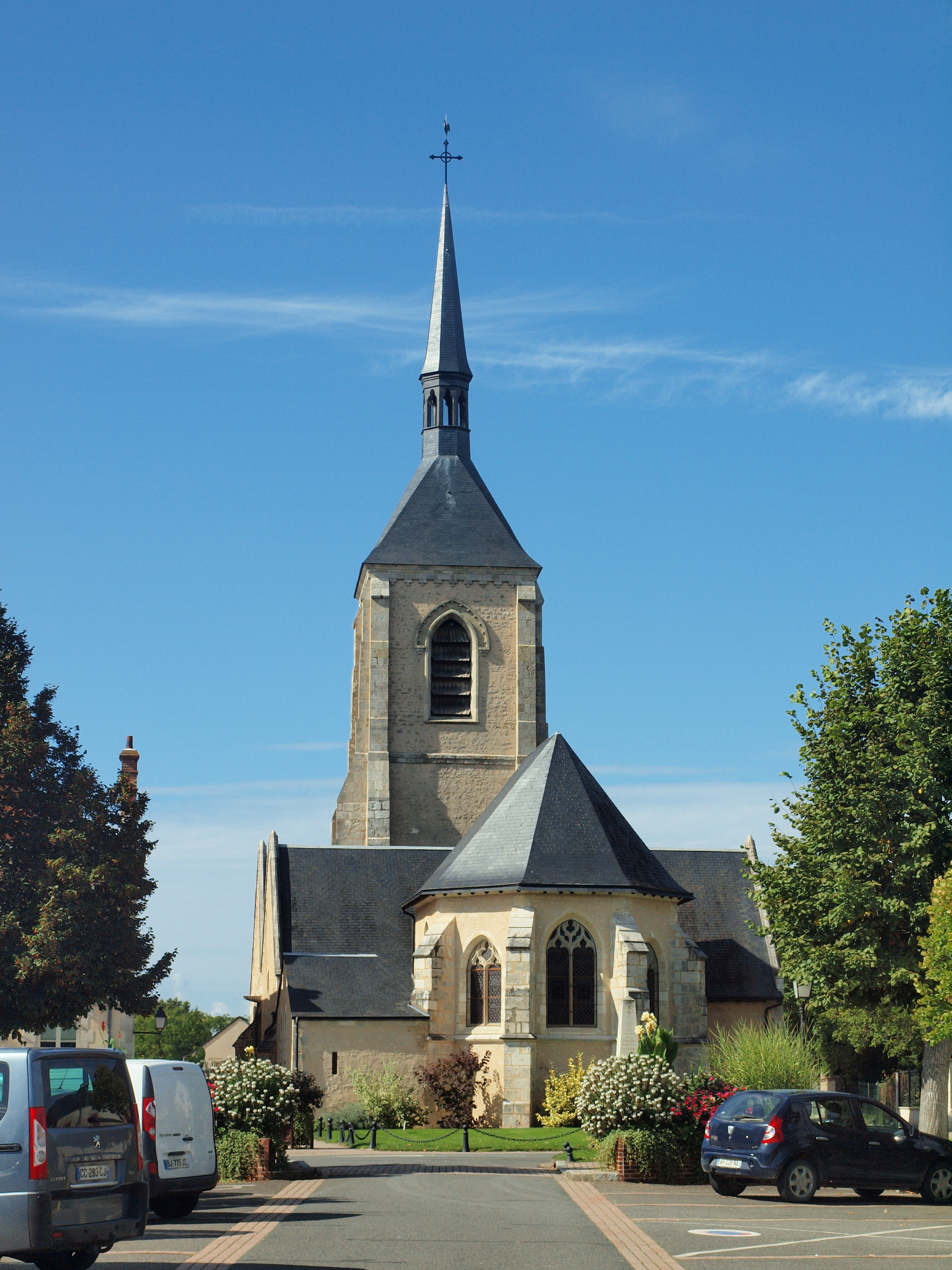
Kirche Saint-Martin

- Loiretal